# Pawłowicze (wieś w sielsowiecie Jazno)
Pawłowicze – dawna wieś. Tereny na których leżała znajdują się obecnie na Białorusi, w obwodzie witebskim, w rejonie miorskim, w sielsowiecie Jazno.

## Historia
W czasach zaborów wieś w gminie Jazno, w powiecie dzisieńskim, w guberni wileńskiej Imperium Rosyjskiego. Pod koniec XIX wieku wchodziła w skład okręgu wiejskiego Pawłowicze.
W latach 1921–1945 wieś leżała w Polsce, w województwie wileńskim, w powiecie dziśnieńskim, w gminie Jazno.
Według Powszechnego Spisu Ludności z 1921 roku zamieszkiwało tu 38 osób, 1 była wyznania rzymskokatolickiego a 37 prawosławnego. Jednocześnie 26 mieszkańców zadeklarowało polską a 12 białoruską przynależność narodową. Było tu 7 budynków mieszkalnych. W 1931 w 5 domach zamieszkiwało 35 osób.
Wierni należeli do parafii rzymskokatolickiej i prawosławnej w Jaźnie. Miejscowość podlegała pod Sąd Grodzki w Dziśnie i Okręgowy w Wilnie; właściwy urząd pocztowy mieścił się w Jaźnie.